# ハバ・レジャ
ハバ・レジャ（Hava Rexha、1880年8月14日もしくは8月22日？ - 2003年11月8日）は、アルバニア・ヴロラ州に在住していた、世界最高齢とされる女性。

曽孫とレジャ

## 略歴
1880年、アルバニア(当時はオスマン帝国)に生まれたとされる。
一生をヴロラ州で過ごしていた。14歳の頃に60歳の男性と結婚し、6人の子供を産んだが、そのうちの4人は幼少期に死去している。家畜の放牧や子育てに専念していた。夫は第二次世界大戦直後に死去する。
2003年に死去。遺体は夫の墓の近くに埋葬された。

## 経緯
2003年11月、レジャが死去すると遺族が世界最高齢だったとしてギネスブックに登録申請し話題になったが、生年が未詳として認められなかった。1946年にアルバニア当局が発行した証明書に生年月日が記録してあったとされ、それによればレジャの生年は1880年となっていたとの事。

## トリビア
イスラム教徒でアルコール類を飲むことが禁じられていたので、生前はタバコとコーヒー、バターが好きだったと言われている。